# Karl Magnusson (Oxpanna)
Karl Magnusson (Oxpanna), född på 1300-talet, död 1426, var en svensk lagman.
Han var lagman i Tiohärads lagsaga från 1400 intill sin död 1426.